# Fünfte Kolonne
Als fünfte Kolonne (Lehnübersetzung von spanisch quinta columna, „fünfte Kolonne“) werden der Subversion verdächtigte Gruppen bezeichnet, die insgeheim mit den Interessen einer äußeren feindlichen Macht sympathisieren und tatsächlich oder vermeintlich mit dieser kollaborieren.

## Begriffsherkunft
Der Begriff fünfte Kolonne wurde 1936 im Spanischen Bürgerkrieg geprägt, als damit Anhänger der aufständischen Nationalisten bezeichnet wurden, die nach dem Ausbruch des Bürgerkriegs in den von der Regierung kontrollierten Gebieten verblieben waren und dort bei Bedarf für die nationalspanische Sache in Aktion treten konnten. Der spanische General Emilio Mola, einer der militärischen Führer des Militärputsches gegen die Republik, hatte verkündet, er werde vier Kolonnen gegen Madrid führen; die Offensive einleiten werde jedoch „die fünfte Kolonne“, nämlich jene Schar in Madrid lauernder Anhänger des nationalistischen Aufstands.

## Ausweitung im Zuge des Zweiten Weltkrieges

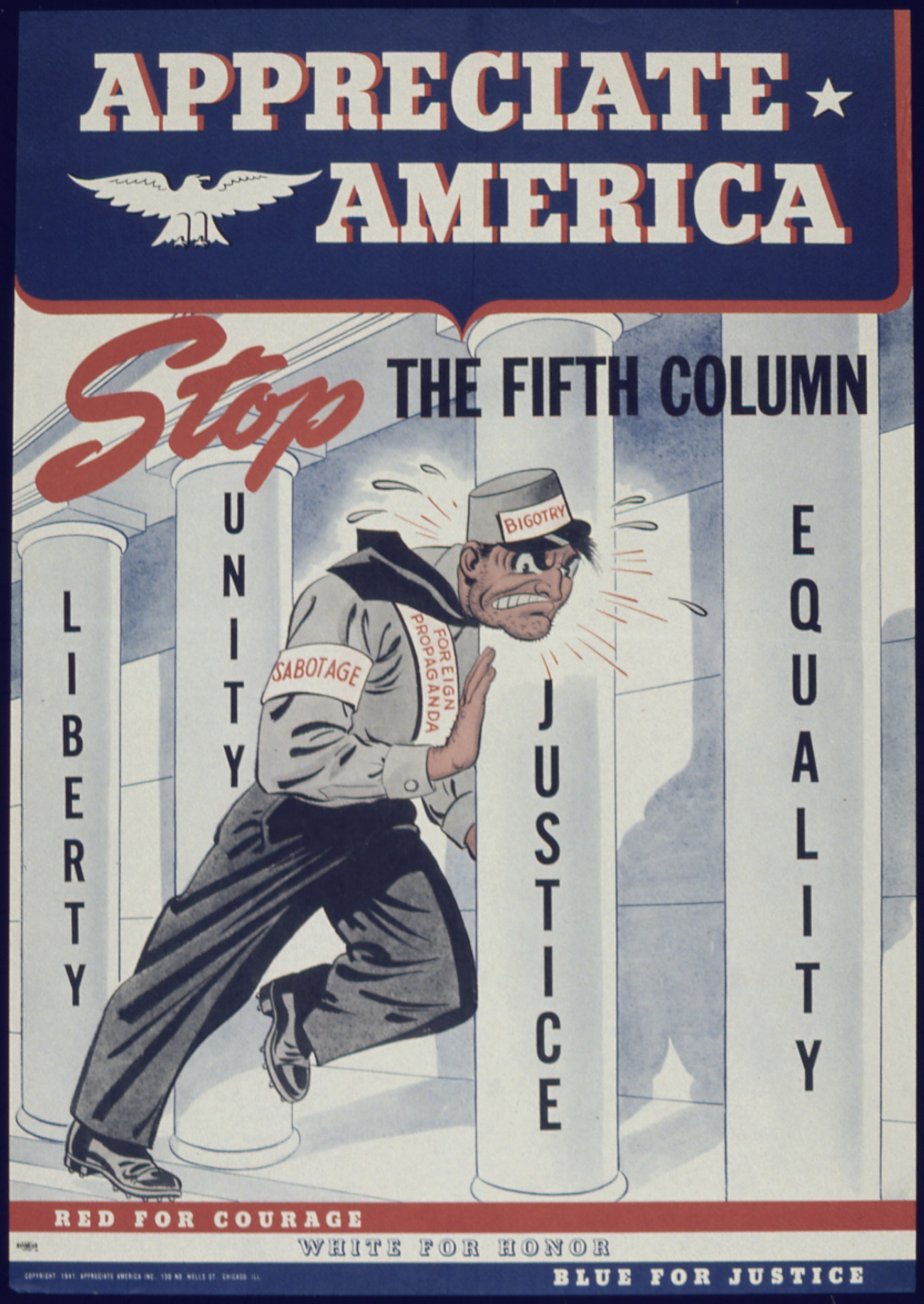
US-Poster im Zweiten Weltkrieg. Das Motiv spielt mit dem doppelten Wortsinn des Ausdrucks, da das Wort für Kolonne im Englischen (column) wie im Spanischen (columna) auch „Säule“ bedeutet.

In Großbritannien wurde der Begriff auf alle auf der Isle of Man zu internierenden „feindlichen“ Ausländer gemünzt, also auf Bürger aus den Staaten der Achsenmächte. Ähnlich verhielt es sich in Kanada und den USA.
Nach dem Ende des Zweiten Weltkrieges betrieben die Staaten des Warschauer Paktes die Ausbildung von Kommunisten aus den westlichen Ländern, die im Ernstfall gemeinsam mit Spezialkräften der Pakt-Armeen strategische Ziele im Bereich der NATO besetzen oder zerstören sollten. Umgekehrt unterstützten die NATO-Staaten antikommunistische Dissidenten im Ostblock. Daher wird der Begriff oft im übertragenen Sinne für „willige Helfer“ gebraucht, insbesondere für politische Gruppen, die bei internationalen politischen Konflikten mit dem Gegner des eigenen Landes aus ideologischen Gründen angeblich oder tatsächlich zusammenarbeiteten.
Der frühere tschechische Premierminister Miloš Zeman wandte den Begriff auf die Sudetendeutschen an, deren „Interessenvertretung“ Sudetendeutsche Partei unter Konrad Henlein während der 1930er Jahre zunehmend an Einfluss gewonnen hatte. Sie seien die „fünfte Kolonne von Adolf Hitler“ gewesen, meinte Zeman 2002 in Zeitungsinterviews.

## Heutiger Sprachgebrauch
Zur Vermeidung von Propaganda, Spionage und Sabotage erlauben die Genfer Konventionen kriegführenden Staaten, auf ihrem Staatsgebiet befindliche Angehörige feindlicher Staaten zu internieren. Diese stehen also unter dem Generalverdacht, eventuell mit dem feindlichen Ausland zusammenzuarbeiten. Doch auch diesseits militärischer Auseinandersetzungen wird die fünfte Kolonne gern als abwertendes, oft auch verleumdendes Schlagwort für tatsächliche oder angebliche politische oder wirtschaftliche Konkurrenten eingesetzt. Ab der zweiten Amtszeit von Präsident Putin, welcher großen Rückhalt bei konservativen Bevölkerungsschichten im peri-urbanen und ländlichen Raum besitzt, stellte die staatliche Propaganda in Russland junge Liberale in den urbanen Zentren als Fünfte Kolonne des „feindlichen“ Auslandes dar.
Ein Beispiel in Deutschland lieferte in den 1980er Jahren Heiner Geißler im Rahmen der Diskussion um die Stationierung der US-Mittelstreckenraketen. Er bezeichnete die SPD als „[…] die fünfte Kolonne der anderen Seite“, in diesem Falle also des „Ostblocks“.
Die Vertreibung der Palästinenser aus Kuwait 1991 unmittelbar nach dem Zweiten Golfkrieg wurde unter anderem mit dem Verdacht begründet, die dort lebenden Palästinenser agierten als fünfte Kolonne Saddam Husseins. Nachdem der Anführer der PLO, Jassir Arafat, die irakische Invasion in Kuwait begrüßt hatte, wurden nach der Entsetzung Kuwaits binnen weniger Wochen mehrere Hunderttausend Palästinenser aus Kuwait und weiteren Golfstaaten vertrieben, und die politische und finanzielle Unterstützung der PLO brach zusammen.